# 皮什基
皮什基，是匈牙利杰尔-莫雄-肖普朗州所辖的一个村。总面积8.39平方公里，总人口641，人口密度76.4人/平方公里（2011年1月1日）。